# Pataky Imre (bábművész)
Pataky Imre, gyakran Pataki Imre írásmóddal, (Budapest, 1933. május 14. – 2000. július 16.) Kossuth- és Jászai Mari-díjas magyar bábszínész, érdemes művész.

## Életpályája

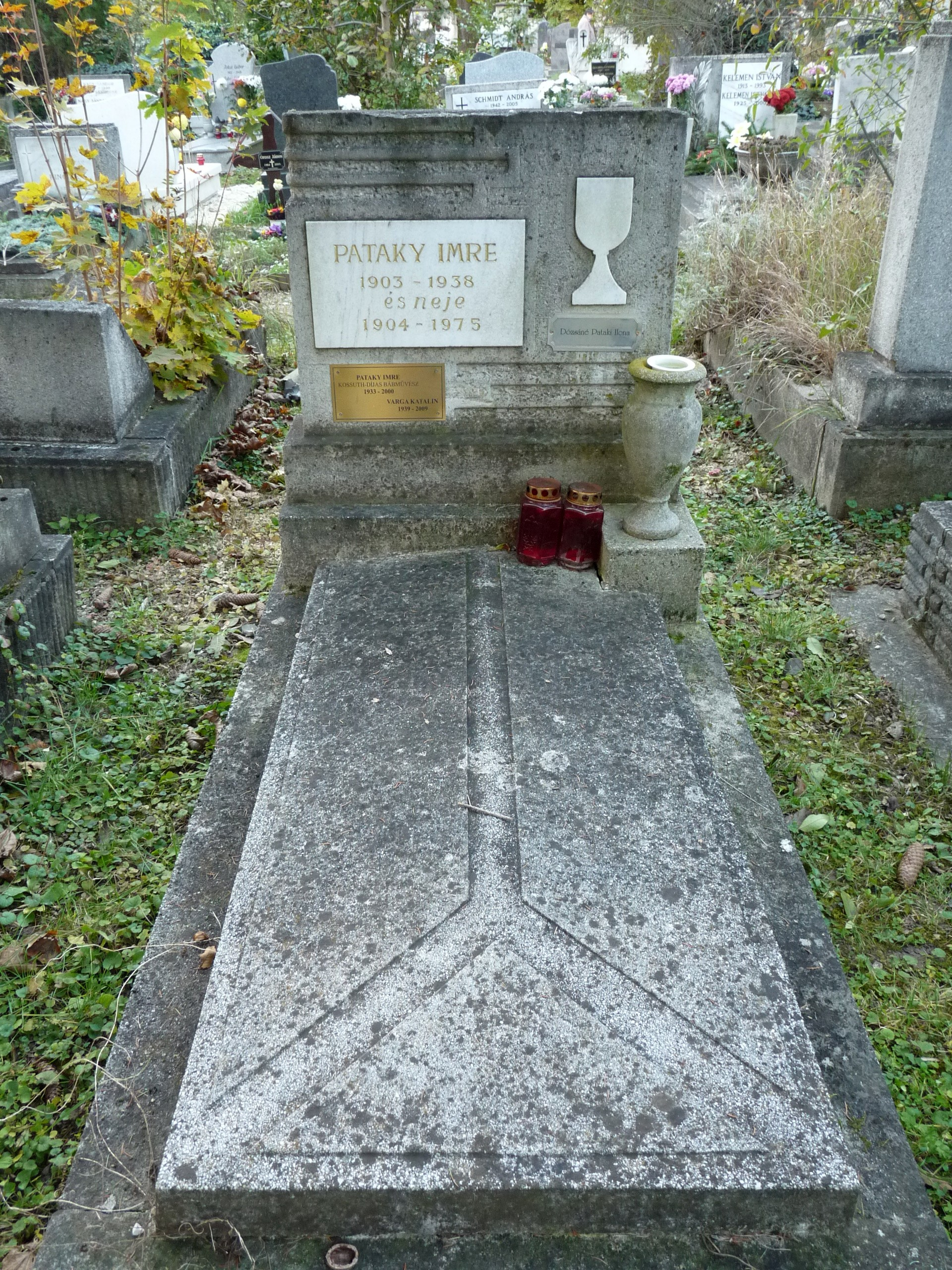
Pataky Imre síremléke az Óbudai temetőben (35-I-552)

1960-ban lett az Állami Bábszínház művésze, két évvel később végezte el a Bábstúdiót. 1992-től pedig a jogutód Budapest Bábszínház tagja volt haláláig.

## Bábfilmek
- A csodálatos nyúlcipő (1987)
- Árgyílus királyfi és Tündér Ilona (1985)
- Százszorszép (1982)

## Színpadi szerepei

### Pataki Imre-ként
A Színházi Adattárban regisztrált bemutatóinak száma: 17.
- William Shakespeare: A makrancos hölgy....Nathániel
- Grimm fivérek: Csipkerózsika....
- Szperanszkij: Világszépe....Tapló
- Hans Christian Andersen: A bűvös tűzszerszám....Bolond
- Török Sándor – Tóth Eszter: Csilicsala csodája....
- Szabó Magda: Tündér Lala....Író
- Benjamin Britten: A pagodák hercege....Észak fejedelme
- Ligeti–Szilágyi Dezső: Aventures....Férfi
- Conway: Jelenet szöveg nélkül....
- András Béla: János vitéz....
- Tamássy Zdenko: Óz, a nagy varázsló....Gyáva oroszlán
- Bartók Béla: Táncszvit....
- Szőllősy András: Csongor és Tünde....Kurrah
- Szergej Szergejevics Prokofjev: Hamupipőke....Bolond
- Bóc-Hofi-Marton-Varga-Komlós: Minek néz engem?....

### Pataky Imre-ként
A Színházi Adattárban regisztrált bemutatóinak száma: 54.
| - Lendvay Kamilló: Irány az ezeregyéjszaka, avagy Csilicsala újabb csodája....Hóhér - Ribáry Antal: Lúdas Matyi....Döbrögi - Lutosławsky: A japán halászok (Bábuk és emberek I.).... - Conway: Jelenet szöveg nélkül (Bábuk és emberek I.).... - Friedrich Dürrenmatt: Angyal szállt le Babilonban....Az Angyal - Petőfi-Szilágyi: János vitéz....Kukorica Jancsi - Bertolt Brecht: A kispolgár hét főbűne....A család tagja - Bartók Béla: A csodálatos mandarin....A mandarin - Tersánszky Józsi Jenő: Misi Mókus vándorúton....Mackó - Gabbe: Hamupipőke....Bolond - Szilágyi Dezső: La Valse (Arcok és álarcok).... - Szilágyi Dezső: Aventures (Arcok és álarcok).... - Szilágyi Dezső: Klasszikus szimfónia (Arcok és álarcok).... - Priestley-Jékely: Punch és a sárkány....Keretjátékos - Jékely Zoltán: Kasperl majombőrben....Keretjátékos - Kemény-Jékely: Vitéz László csodaládája....Keretjátékos - Jékely Zoltán: Meglopott tolvajok....Keretjátékos - Jékely Zoltán: Petruska házasodik....Keretjátékos - Beckett: Jelenet szöveg nélkül II. (Bábuk és bohócok).... - Karinthy Frigyes: A cirkusz (Bábuk és bohócok).... - Bartók Béla: Cantata Profana (Csak tiszta forrásból).... - Tamássy Zdenko: Óz, a nagy varázsló.... - Petrovics Emil: Gulliver Liliputban....Gulliver - Sebő Ferenc: Jeles napok.... - Ramuz: A katona története (Arcok és álarcok).... - Sztravinszkij: Petruska.... | - Sztravinszkij: A tűzmadár.... - Koczogh Ákos: Kalevala - Észak fiai -....Vejnemöjnen - Beckett: Jelenet szöveg nélkül II. (A és B úr).... - Urbán Gyula: Szerelmi álmok.... - Láng István: Jelenet szöveg nélkül I..... - Fehér Klára: Kaland a Tigris bolygón....Robot Robi - William Shakespeare: A vihar....Caliban - Szilágyi Dezső: Rámajána....Indiai narrátor - Szilágyi Dezső: Háry János....Háry János - Darvas Ferenc: A dzsungel könyve....Balú - Pethő Zsolt: A kétbalkezes varázsló....Nagy Rhododendron mestervarázsló - Schumann: Karnevál.... - Muszorgszkij: Egy kiállítás képei.... - Petrovics Emil: Ármányos puncs-pancs....Dr. Lidérczy Belzebub - Lázár Ervin: Árgyélus királyfi....Király; Vén; Ezüstvitéz - Hrubin: A szépség és a szörny....Kalmár - Mozart: A varázsfuvola - Adorján-Vincze: A csodaszarvas.... - Carlo Collodi: Pinokkió.... - Madách Imre: Az ember tragédiája.... |

## Szinkronszerepek
- Balu kapitány kalandjai - Balu
- Lois és Clarke – Superman legújabb kalandjai – Jonathan Kent - Eddie Jones
- Star Wars VI. rész – A Jedi visszatér – Yoda hangja
- Star Wars I. rész – Baljós árnyak – A Kereskedelmi Szövetség alkirálya
- Értelem és érzelem – Dr.Harris – Oliver Ford Davies
- Addams Family 2. – Egy kicsivel galádabb a család – Halottaskocsi sofőrje – Ian Abercrombie
- Esmeralda: Fermín – Noé Murayama
- Dragon Ball – Teknős
- Dragon Ball Z – Teknős
- Zorro álarca – háromujjú Jack
- Asterix és Obelix – Hasalógazfix